# Leeds (Utah)
Leeds – miasto w Stanach Zjednoczonych, w stanie Utah, w hrabstwie Washington.